# Hamel-Oseenscher-Wirbel
Der Hamel-Oseen’sche oder Lamb-Oseen’sche Wirbel (von Carl Wilhelm Oseen, Georg Hamel, Horace Lamb, im Folgenden einfach Oseen’scher Wirbel) ist ein mathematisches Modell einer Wirbelströmung eines linear viskosen, inkompressiblen Fluids. Das Geschwindigkeitsfeld von Strömungen solcher Fluide wird in der Strömungsmechanik mit den Navier-Stokes-Gleichungen beschrieben, die vom Oseen’schen Wirbel exakt erfüllt werden. Das Fluid strömt rein kreisförmig jedoch zeitabhängig, instationär um das Wirbelzentrum. Die Viskosität zehrt die kinetische Energie des Wirbels vor allem in der sich ausbreitenden Zentralregion des Wirbels mit der Zeit auf und die Strömungsgeschwindigkeit nimmt monoton mit der Zeit ab.
Zu Beginn der Bewegung oder im Grenzfall verschwindender Viskosität ist der Wirbel ein Potentialwirbel. Ansonsten ist das Geschwindigkeitsprofil des Oseen’schen Wirbels beschränkt und entspricht im Wirbelzentrum sowie im Außenbereich einem Rankine-Wirbel.

## Umfangsgeschwindigkeit

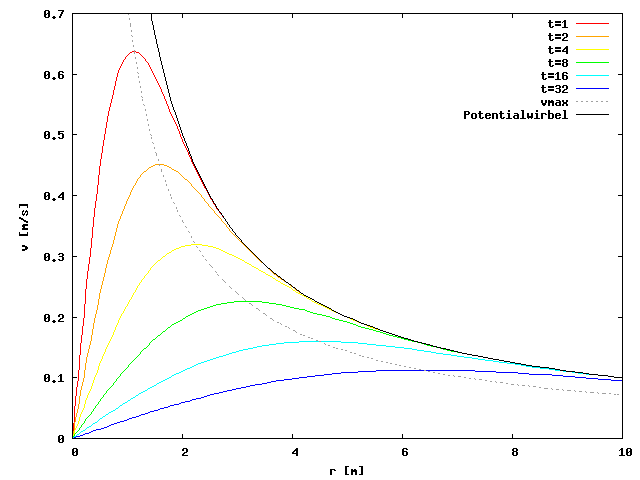
Umfangsgeschwindigkeiten beim Oseen’schen Wirbel zu verschiedenen Zeiten

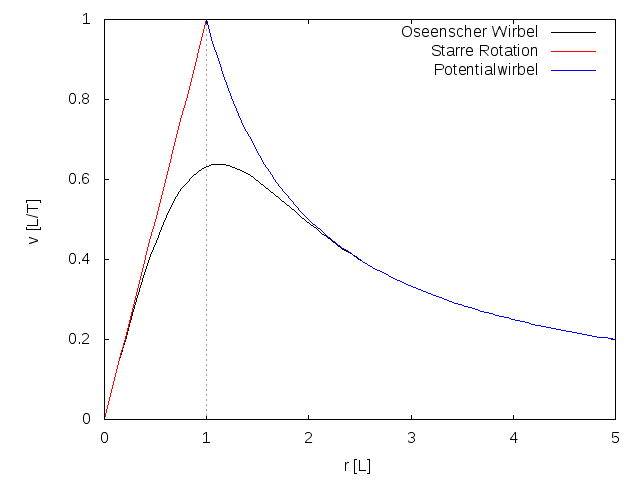
Umfangsgeschwindigkeit beim Oseen’schen Wirbel im Vergleich mit der starren Rotation und dem Potentialwirbel

Im Oseen’schen Wirbel bewegen sich die Fluidelemente in der Wirbelebene kreisförmig um das Wirbelzentrum. Die beiden Abbildungen rechts geben einen Eindruck der Geschwindigkeitsverteilung als Funktion des Abstandes vom Zentrum. Das obere Bild zeigt die Geschwindigkeitsverteilung zu verschiedenen Zeiten als Funktion des Radius ({\displaystyle \Gamma _{0}=2\pi \,,\;\nu =1/4\,,} s. u.). Die schwarz gepunktete Kurve („vmax“) verbindet die Punkte mit maximaler Umfangsgeschwindigkeit, die den Kernradius markieren. Die Umfangsgeschwindigkeit nimmt zeitlich besonders innerhalb des doppelten Kernradius ab. Vor allem innerhalb dieser Kernregion, die sich mit der Zeit ausdehnt, wird kinetische Energie dissipiert. Außerhalb des Kernradius geht der Oseen’sche Wirbel in den stationären Potentialwirbel reibungsfreier Fluide über (schwarze Kurve im Bild), wo keine Dissipation stattfindet. Bei doppeltem Kernradius ist die Geschwindigkeitsabweichung vom Potentialwirbel bereits auf 2 % geschrumpft.
Für die mathematische Beschreibung des Oseen’schen Wirbels wird ein Zylinderkoordinatensystem benutzt. Die Strömung ist dann nur von der radialen Koordinate r und der Zeit t abhängig und besitzt die Umfangsgeschwindigkeit:
{\displaystyle v_{\varphi }:={\frac {\Gamma _{0}}{2\pi r}}\left(1-e^{-{\frac {r^{2}}{4\nu t}}}\right)={\frac {\Gamma _{0}}{4\pi {\sqrt {\nu t}}}}{\frac {1-e^{-q^{2}}}{q}}\quad {\text{mit}}\quad q:={\frac {r}{r_{0}}}\,,\;r_{0}:=2{\sqrt {\nu t}}\,.}
Der Materialparameter ν ist die kinematische Viskosität (Dimension L2T−1, Luft 14 mm²/s, Wasser 1 mm²/s), {\displaystyle \Gamma _{0}} ein mit derselben Dimension versehener Parameter, der die Strömungsgeschwindigkeit kontrolliert, der Nenner {\displaystyle r_{0}} ist der Kernradius des Rankine-Wirbels, der sich zu einer gegebenen Zeit t an den Oseen’schen Wirbel anschmiegt, und ex bezeichnet die e-Funktion. Die Geschwindigkeitsverteilungen der starren Rotation, des Potentialwirbels – was beides zusammen den Rankine-Wirbel ergibt – und des Oseen’schen Wirbels sind in der unteren Abbildung rechts für den Fall {\displaystyle r_{0}={\frac {\Gamma _{0}}{2\pi }}=1} dargestellt. 
Der Kernradius eines Wirbels ist derjenige Radius, bei dem das Geschwindigkeitsmaximum auftritt. Im Geschwindigkeitsmaximum muss zu einer bestimmten Zeit t die Ableitung
{\displaystyle {\frac {\partial }{\partial q}}{\frac {1-e^{-q^{2}}}{q}}={\frac {2q^{2}e^{-q^{2}}+e^{-q^{2}}-1}{q^{2}}}}
verschwinden, was bei {\displaystyle q=1{,}121} näherungsweise der Fall ist. Die maximale Geschwindigkeit
{\displaystyle v_{\varphi \max }=0{,}051{\frac {\Gamma _{0}}{\sqrt {\nu t}}}=0{,}102{\frac {\Gamma _{0}}{r_{0}}}}
tritt im Radius {\displaystyle r_{k}=1{,}121r_{0}=2{,}242{\sqrt {\nu t}}} auf. Dies ist der Kernradius des Oseen’schen Wirbels. Die Grenzwerte
{\displaystyle \lim _{q\to 0}{\frac {1-e^{-q^{2}}}{q}}=0\quad {\text{und}}\quad \lim _{q\to 0}{\frac {2q^{2}e^{-q^{2}}+e^{-q^{2}}-1}{q^{2}}}=1}
existieren und daher nimmt zu einer bestimmten Zeit im Zentrum des Wirbels {\displaystyle v_{\varphi }} linear mit dem Radius zu:
{\displaystyle \left.{\frac {\partial v_{\varphi }}{\partial r}}\right|_{r=0}=\left.{\frac {\partial v_{\varphi }}{\partial q}}\right|_{q=0}{\frac {\mathrm {d} q}{\mathrm {d} r}}={\frac {\Gamma _{0}}{4\pi {\sqrt {\nu t}}}}{\frac {1}{r_{0}}}={\frac {\Gamma _{0}}{8\pi \nu t}}\quad \Rightarrow \quad v_{\varphi s}:={\frac {\Gamma _{0}}{8\pi \nu t}}r={\frac {\Gamma _{0}}{2\pi r_{0}^{2}}}r}
Die Geschwindigkeitsverteilung {\displaystyle v_{\varphi s}} entspricht einer starren Rotation. In einem größeren Abstand vom Zentrum ({\displaystyle r\gg r_{0}}) ist die Umfangsgeschwindigkeit etwa die des Potentialwirbels:
{\displaystyle v_{\varphi p}:={\frac {\Gamma _{0}}{2\pi r}}\,.}
An der Stelle {\displaystyle r=r_{0}} sind die Umfangsgeschwindigkeiten der starren Rotation und des Potentialwirbels gleich und diese Stelle ist – wie oben gesagt – der Kernradius des Rankine-Wirbels. Unter Berücksichtigung der Einheiten ergibt sich bei einem Kernradius {\displaystyle r_{k}=0{,}16\mathrm {m} } und einer Zirkulation {\displaystyle \Gamma _{0}=1{,}4{\frac {\mathrm {m} ^{2}}{\mathrm {s} }}} eine maximale Umfangsgeschwindigkeit {\displaystyle v_{\varphi \max }=1{\frac {\mathrm {m} }{\mathrm {s} }}}, so dass die Fluidelemente das Zentrum einmal pro Sekunde umrunden. Im Abstand von 50 Zentimetern wäre die Umfangsgeschwindigkeit bereits auf {\displaystyle v_{\varphi }\approx v_{\varphi p}(0{,}5\mathrm {m} )=0{,}46{\frac {\mathrm {m} }{\mathrm {s} }}} abgesunken, so dass Fluidelemente in diesem Abstand das Zentrum nur alle sieben Sekunden einmal umrunden.

## Wirbelstärke

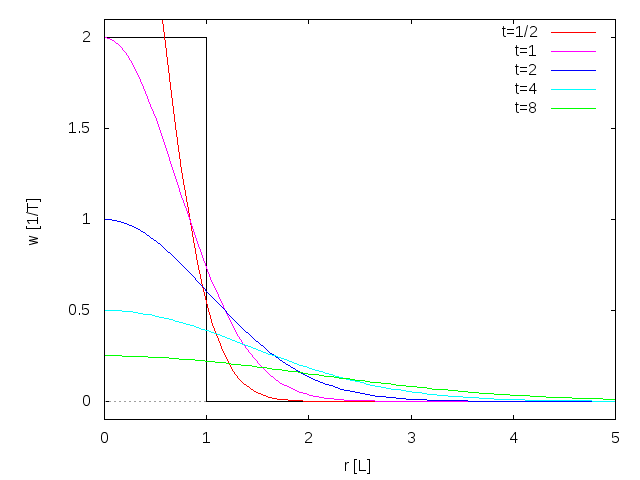
Wirbelstärke über den Radius zu verschiedenen Zeiten; die Wirbelstärke des zur Zeit t = 1 gehörenden Rankine-Wirbels ist schwarz gezeichnet.

Die Wirbelstärke in einer ebenen Strömung ist das Doppelte der Winkelgeschwindigkeit der Fluidelemente um sich selbst. Bei einer ebenen Strömung hat die Wirbelstärke nur eine Komponente senkrecht zur Ebene und somit kann sie als Skalarfeld behandelt werden. Beim Oseen’schen Wirbel lautet die Wirbelstärke:
{\displaystyle \omega ={\frac {\Gamma _{0}}{4\pi \nu t}}e^{-{\frac {r^{2}}{4\nu t}}}={\frac {\Gamma _{0}}{\pi r_{0}^{2}}}e^{-{\frac {r^{2}}{r_{0}^{2}}}}\,.}
Dies ergibt sich aus der Geschwindigkeit {\displaystyle {\vec {v}}=v_{\varphi }{\hat {e}}_{\varphi }} und deren Rotation in Zylinderkoordinaten:
{\displaystyle {\begin{aligned}\operatorname {rot} (v_{\varphi }(r,t){\hat {e}}_{\varphi })=&{\frac {1}{r}}{\frac {\partial }{\partial r}}\left(r\,v_{\varphi }\right){\hat {e}}_{z}=\left({\frac {v_{\varphi }}{r}}+{\frac {\partial v_{\varphi }}{\partial r}}\right){\hat {e}}_{z}=:\omega {\hat {e}}_{z}\\\rightarrow \omega =&{\frac {\Gamma _{0}}{2\pi r^{2}}}\left(1-e^{-{\frac {r^{2}}{4\nu t}}}\right)-{\frac {\Gamma _{0}}{2\pi r^{2}}}\left(1-e^{-{\frac {r^{2}}{4\nu t}}}\right)+{\frac {\Gamma _{0}}{2\pi r}}{\frac {2r}{4\nu t}}e^{-{\frac {r^{2}}{4\nu t}}}={\frac {\Gamma _{0}}{4\pi \nu t}}e^{-{\frac {r^{2}}{4\nu t}}}\,.\end{aligned}}}
Für {\displaystyle \nu \,,\;t\rightarrow 0} geht die Wirbelstärke in das Dirac-Delta über, was zu einem Potentialwirbel passt. Die Ableitung der Wirbelstärke nach dem Radius berechnet sich zu:
{\displaystyle {\frac {\partial \omega }{\partial r}}=-{\frac {\Gamma _{0}r}{8\pi \nu ^{2}t^{2}}}e^{-{\frac {r^{2}}{4\nu t}}}\,.}
Bei {\displaystyle r=0} verschwindet diese Ableitung und die Wirbelstärke ist gleich der doppelten Drehgeschwindigkeit {\displaystyle \partial v_{\varphi }/\partial r|_{r=0}} im Zentrum. Im Zentrum findet also eine starre Rotation statt. Für {\displaystyle r\to \infty } geht die Wirbelstärke gegen null, weswegen sich auch hier der Potential- und Rankine-Wirbel an den Oseen’schen Wirbel anschmiegen.

## Druck

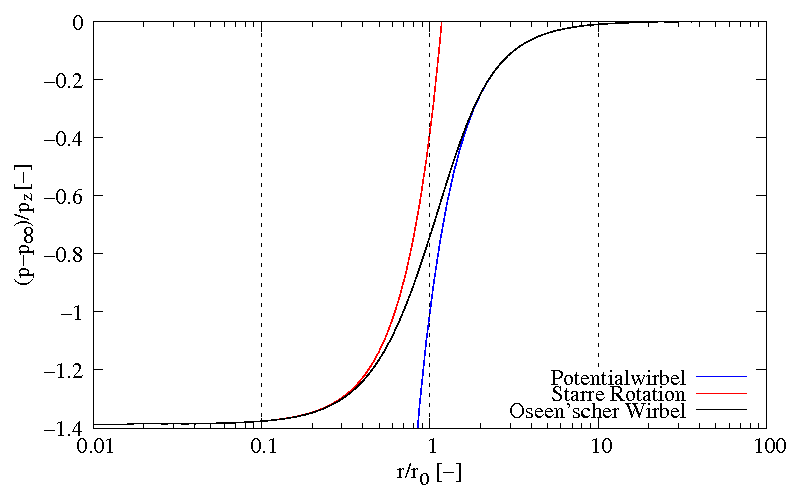
Druckverteilung im Oseen’schen Wirbel bei

Der Druckgradient in einem kreisförmig strömenden Wirbel gleicht gerade die Zentrifugalkraft aus, so dass die Fluidelemente im Kreis strömen, was sich in Zylinderkoordinaten aus den Navier-Stokes-Gleichungen ergibt (siehe unten) und im Oseen’schen Wirbel auf die Bedingung
{\displaystyle {\frac {\partial p}{\partial r}}=\rho {\frac {v_{\varphi }^{2}}{r}}={\frac {\rho \Gamma _{0}^{2}}{4\pi ^{2}}}{\frac {1}{r^{3}}}\left(1-e^{-{\frac {r^{2}}{4\nu t}}}\right)^{2}}
hinaus läuft. Unter Verwendung der Integralexponentialfunktion Ei mit den Eigenschaften
{\displaystyle \mathrm {Ei} (x):=\int _{-\infty }^{x}{\frac {e^{s}}{s}}\,\mathrm {d} s\quad \Rightarrow \quad \mathrm {d} \mathrm {Ei} (x)={\frac {e^{x}}{x}}\,\mathrm {d} x\quad \Leftrightarrow \quad {\frac {\mathrm {d} \mathrm {Ei} (x)}{\mathrm {d} x}}={\frac {e^{x}}{x}}}
kann die obige Ableitung geschlossen integriert werden mit dem Ergebnis:
{\displaystyle p=p_{z}\left[-{\frac {4\nu t}{r^{2}}}\left(1-e^{-{\frac {r^{2}}{4\nu t}}}\right)^{2}+2\mathrm {Ei} \left(-{\frac {r^{2}}{4\nu t}}\right)-2\mathrm {Ei} \left(-2{\frac {r^{2}}{4\nu t}}\right)\right]+p_{\infty }\quad {\text{mit}}\quad p_{z}:={\frac {\rho \Gamma _{0}^{2}}{32\pi ^{2}\nu t}}}
Die Integrationskonstante {\displaystyle p_{\infty }} ist der Druck im (unendlich) fernen Außenbereich. Im Zentrum herrscht der Druck
{\displaystyle p(r=0)=p_{\infty }-2\ln(2)p_{z}\,.}
| Beweis: |
| Mit den Abkürzungen {\displaystyle r_{0}^{2}:=4\nu t} und {\displaystyle q:={\frac {r^{2}}{4\nu t}}={\frac {r^{2}}{r_{0}^{2}}}\rightarrow q'={\frac {2r}{r_{0}^{2}}}\rightarrow {\frac {q'}{2q^{2}}}={\frac {r_{0}^{2}}{r^{3}}}} schreibt sich der Druck als {\displaystyle {\frac {p}{2p_{z}}}=-{\frac {1}{2q}}\left(1-e^{-q}\right)^{2}+\mathrm {Ei} \left(-q\right)-\mathrm {Ei} \left(-2q\right)+{\frac {p_{\infty }}{2p_{z}}}\,.} Es berechnet sich {\displaystyle {\begin{aligned}\\{\frac {1}{2p_{z}}}{\frac {\partial p}{\partial r}}=&{\frac {q'}{2q^{2}}}\left(1-e^{-q}\right)^{2}\underbrace {-{\frac {1}{q}}\left(1-e^{-q}\right)q'e^{-q}+{\frac {e^{-q}}{-q}}\cdot (-q')-{\frac {e^{-2q}}{-2q}}\cdot (-2q')} _{=0}={\frac {r_{0}^{2}}{r^{3}}}\left(1-e^{-{\frac {r^{2}}{r_{0}^{2}}}}\right)^{2}\\\rightarrow {\frac {\partial p}{\partial r}}=&2p_{z}{\frac {r_{0}^{2}}{r^{3}}}\left(1-e^{-{\frac {r^{2}}{r_{0}^{2}}}}\right)^{2}={\frac {\rho \Gamma _{0}^{2}}{4\pi ^{2}r^{3}}}\left(1-e^{-{\frac {r^{2}}{4\nu t}}}\right)^{2}\,.\end{aligned}}} Für kleine Argumente {\displaystyle x\ll 1} ergibt sich der Wert der Integralexponentialfunktion mit ihrer Reihenentwicklung zu {\displaystyle \mathrm {Ei} (x)=\gamma +\ln \|x\|+\sum _{k=1}^{\infty }{\frac {x^{k}}{k!\cdot k}}=\gamma +\ln \|x\|+{\mathcal {O}}(x)\,,} worin {\displaystyle {\mathcal {O}}(x)} das Landau Symbol für Werte ist, die bei {\displaystyle x\ll 1} nicht wesentlich schneller als x wachsen und gegenüber einer Konstanten, z. B. der Euler-Mascheroni-Konstante {\displaystyle \gamma \approx 0{,}5772}, vernachlässigt werden können. So berechnet sich: {\displaystyle {\begin{aligned}\lim _{q\to 0}[\mathrm {Ei} (-q)-\mathrm {Ei} (-2q)]=&\lim _{q\to 0}[\gamma +\ln \|q\|-\gamma -\ln \|2q\|+{\mathcal {O}}(q)]\\=&\lim _{q\to 0}[\ln \|q\|-\ln 2-\ln \|q\|]=-\ln 2\,.\end{aligned}}} Mit dem Grenzwert {\displaystyle \lim _{q\to 0}(1-e^{-q})^{2}/q=0} folgt der Druck {\displaystyle p(r=0)=p_{\infty }-2\ln(2)p_{z}\,.} im Zentrum. |

Das Bild zeigt die Druckverteilung bei einem verschwindenden Außendruck. Der Faktor {\displaystyle -{\frac {4\nu t}{r^{2}}}p_{z}} ist der Druck im Potentialwirbel, der sich an den Oseen’schen Wirbel anschmiegt (blaue Kurve):
{\displaystyle v_{\varphi p}={\frac {\Gamma }{2\pi r}}\quad \rightarrow \quad {\frac {\partial p_{p}}{\partial r}}=\rho {\frac {v_{\varphi p}^{2}}{r}}={\frac {\rho \Gamma ^{2}}{4\pi ^{2}r^{3}}}\quad \rightarrow \quad p_{p}-p_{\infty }=-{\frac {\rho \Gamma ^{2}}{8\pi ^{2}r^{2}}}=-{\frac {4\nu t}{r^{2}}}p_{z}=-p_{z}{\frac {r_{0}^{2}}{r^{2}}}\,.}
Wieder deutet der Druck im Zentrum auf eine starre Rotation hin, denn bei dieser ist die Umfangsgeschwindigkeit {\displaystyle v_{\varphi s}} proportional zum Radius
{\displaystyle v_{\varphi s}={\frac {\Gamma _{0}}{2\pi r_{0}^{2}}}r\quad \rightarrow \quad {\frac {\partial p_{s}}{\partial r}}=\rho {\frac {v_{\varphi s}^{2}}{r}}={\frac {\rho \Gamma _{0}^{2}}{4\pi ^{2}r_{0}^{4}}}r\quad \rightarrow \quad p_{s}-p_{0}={\frac {\rho \Gamma _{0}^{2}}{8\pi ^{2}r_{0}^{2}}}{\frac {r^{2}}{r_{0}^{2}}}=p_{z}{\frac {r^{2}}{r_{0}^{2}}}\,,}
weswegen der Druckverlauf dann über dem Radius parabelförmig ist (rote Kurve im Bild).

## Kinetische Energie

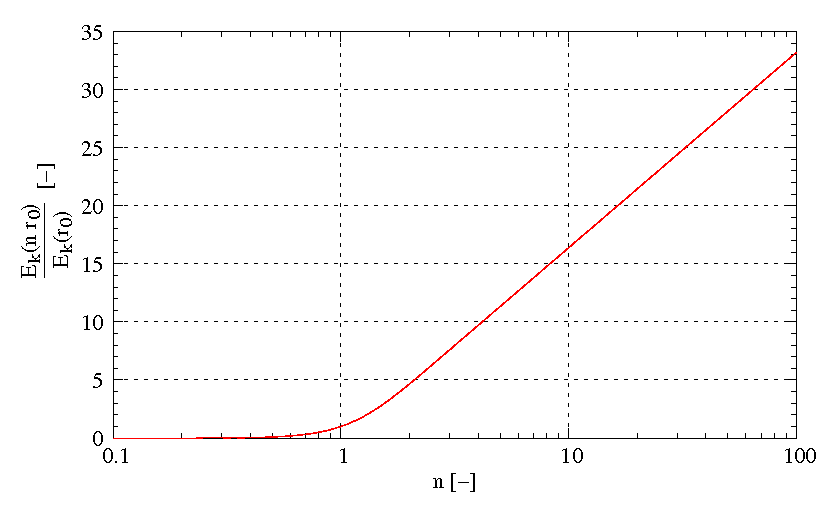
Kinetische Energie des Fluids als Funktion der Vielfachheit des Kernradius

Die kinetische Energie des Fluids innerhalb eines vielfachen des Kernradius des Rankine-Wirbels ist weder vom Kernradius noch von der Zeit abhängig solange die Vielfachheit beibehalten wird:
{\displaystyle E_{\text{k}}(nr_{0}):=\int _{0}^{nr_{0}}{\frac {\rho }{2}}v_{\varphi }^{2}\,2\pi r\mathrm {d} r={\frac {\rho \Gamma _{0}^{2}}{8\pi }}\left[\ln \left({\frac {n^{2}}{2}}\right)-2\mathrm {Ei} (-n^{2})+\mathrm {Ei} (-2n^{2})+\gamma \right]\,.}
Der Wert in den eckigen Klammern ist mit der Euler-Mascheroni-Konstante {\displaystyle \gamma \approx 0{,}5772} nur eine Funktion des Faktors n, siehe die Abbildung rechts. Die kinetische Energie des Fluids innerhalb des sich ausweitenden Radius {\displaystyle nr_{0}=2n{\sqrt {\nu t}}} ist bei festgehaltenem Verhältnis n mithin über die Zeit konstant. Umgekehrt heißt das: Die kinetische Energie der in einem Zeitintervall von einem Kreis mit n-fachem Kernradius neu eingenommenen Fluidelemente wird in diesem Zeitintervall innerhalb des Kreises dissipiert.
| Beweis: |
| Mit der Umfangsgeschwindigkeit {\displaystyle v_{\varphi }={\frac {\Gamma _{0}}{2\pi r}}\left(1-e^{-{\frac {r^{2}}{4\nu t}}}\right)} ergibt sich die kinetische Energie des Fluids innerhalb eines Vielfachen des Rankine-Kernradius zu {\displaystyle E_{\text{k}}(nr_{0})=\int _{0}^{nr_{0}}{\frac {\rho }{2}}v_{\varphi }^{2}\,2\pi r\mathrm {d} r={\frac {\rho \Gamma _{0}^{2}}{4\pi }}\int _{0}^{nr_{0}}{\frac {1}{r}}\left(1-e^{-{\frac {r^{2}}{r_{0}^{2}}}}\right)^{2}\,\mathrm {d} r={\frac {\rho \Gamma _{0}^{2}}{4\pi }}\left[\ln \left({\frac {r}{r_{0}}}\right)-\mathrm {Ei} \left(-{\frac {r^{2}}{r_{0}^{2}}}\right)+{\frac {1}{2}}\mathrm {Ei} \left(-2{\frac {r^{2}}{r_{0}^{2}}}\right)\right]_{0}^{nr_{0}}} denn die Funktion {\displaystyle f(r):=\ln \left({\frac {r}{r_{0}}}\right)-\mathrm {Ei} \left(-{\frac {r^{2}}{r_{0}^{2}}}\right)+{\frac {1}{2}}\mathrm {Ei} \left(-2{\frac {r^{2}}{r_{0}^{2}}}\right)} ist tatsächlich die gesuchte Stammfunktion: {\displaystyle {\frac {\mathrm {d} }{\mathrm {d} r}}f(r)={\frac {r_{0}}{r}}{\frac {1}{r_{0}}}-{\frac {e^{-{\frac {r^{2}}{r_{0}^{2}}}}}{-{\frac {r^{2}}{r_{0}^{2}}}}}\cdot \left(-2{\frac {r}{r_{0}^{2}}}\right)+{\frac {1}{2}}{\frac {e^{-2{\frac {r^{2}}{r_{0}^{2}}}}}{-2{\frac {r^{2}}{r_{0}^{2}}}}}\cdot \left(-4{\frac {r}{r_{0}^{2}}}\right)={\frac {1}{r}}\left(1-e^{-{\frac {r^{2}}{r_{0}^{2}}}}\right)^{2}\,.} An der unteren Grenze ergibt sich für die benötigten, kleinen, quadratischen Argumente der Wert der Integralexponentialfunktion mit ihrer Reihenentwicklung zu {\displaystyle \mathrm {Ei} (x)=\gamma +\ln \|x\|+\sum _{k=1}^{\infty }{\frac {x^{k}}{k!\cdot k}}=\gamma +\ln \|x\|+{\mathcal {O}}(x)\,,} worin {\displaystyle {\mathcal {O}}(x)} das Landau Symbol für Werte ist, die bei {\displaystyle x\ll 1} nicht wesentlich schneller als x wachsen und gegenüber einer Konstanten, z. B. der Euler-Mascheroni-Konstante {\displaystyle \gamma \approx 0{,}5772}, vernachlässigt werden können. Somit ergibt sich: {\displaystyle {\begin{aligned}\lim _{r\to 0}f(r)=&\lim _{r\to 0}\left[\ln \left({\frac {r}{r_{0}}}\right)-\mathrm {Ei} \left(-{\frac {r^{2}}{r_{0}^{2}}}\right)+{\frac {1}{2}}\mathrm {Ei} \left(-2{\frac {r^{2}}{r_{0}^{2}}}\right)\right]\\=&\lim _{r\to 0}\left[\ln \left({\frac {r}{r_{0}}}\right)-\gamma -\ln \left\|{\frac {r^{2}}{r_{0}^{2}}}\right\|+{\frac {1}{2}}\gamma +{\frac {1}{2}}\ln \left\|2{\frac {r^{2}}{r_{0}^{2}}}\right\|+{\mathcal {O}}(r^{2})\right]\\=&{\frac {1}{2}}(\ln 2-\gamma )+\lim _{r\to 0}{\bigg [}\underbrace {\ln \left({\frac {r}{r_{0}}}\right)-2\ln \left\|{\frac {r}{r_{0}}}\right\|+\ln \left\|{\frac {r}{r_{0}}}\right\|} _{=0}{\bigg ]}\\\Rightarrow f(0)=&{\frac {1}{2}}(\ln 2-\gamma )\,.\end{aligned}}} Der Wert der Stammfunktion bei {\displaystyle r=nr_{0}} ist wegen {\displaystyle f(nr_{0})=\ln(n)-\mathrm {Ei} (-n^{2})+{\frac {1}{2}}\mathrm {Ei} (-2n^{2})} nur eine Funktion des Faktors n. Mit diesen Ergebnissen berechnet sich die kinetische Energie – wie angekündigt – zu {\displaystyle E_{\text{k}}={\frac {\rho \Gamma _{0}^{2}}{4\pi }}[f(r)]_{0}^{nr_{0}}={\frac {\rho \Gamma _{0}^{2}}{4\pi }}[f(nr_{0})-f(0)]={\frac {\rho \Gamma _{0}^{2}}{8\pi }}\left[\ln \left({\frac {n^{2}}{2}}\right)-2\mathrm {Ei} (-n^{2})+\mathrm {Ei} (-2n^{2})+\gamma \right]\,.} |

## Zirkulation

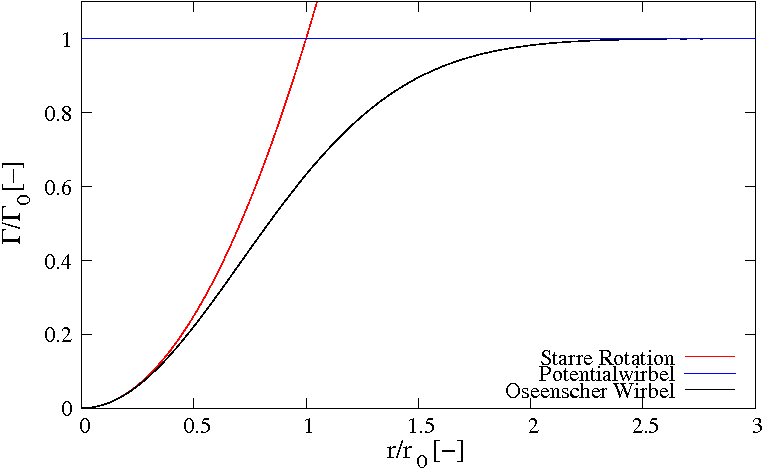
Zirkulation im Oseen’schen Wirbel

Ein Maß für die Drehgeschwindigkeit in einem Fluid ist die Zirkulation, die das Kurvenintegral der Geschwindigkeit entlang eines geschlossenen Weges ist. Entlang eines Kreises K mit Radius r berechnet sich:
{\displaystyle \Gamma :=\oint _{K}{\vec {v}}\cdot \mathrm {d} {\vec {r}}=\int _{0}^{2\pi }v_{\varphi }\,r\mathrm {d} \varphi =2\pi rv_{\varphi }=\Gamma _{0}\left(1-e^{-{\frac {r^{2}}{4\nu t}}}\right)\,.}
Der Funktionsverlauf ist im Bild rechts dargestellt ({\displaystyle r_{0}=2{\sqrt {\nu t}}\,.}) In weiter Ferne vom Wirbelzentrum ({\displaystyle r/r_{0}\to \infty }) nähert sich die Zirkulation dem Parameter Γ0 an, der die über den Radius konstante Zirkulation des Potentialwirbels ist (blaue Linie), der sich an den Oseen’schen Wirbel außen anschmiegt. Im Abstand des doppelten Kernradius weicht die Zirkulation nur noch um 2 % vom Parameter {\displaystyle \Gamma _{0}} ab. Die Zeitabhängigkeit der Zirkulation widerspricht dem Kelvin’schen Wirbelsatz für reibungsfreie Fluide und dieser Widerspruch löst sich mit {\displaystyle \nu \to 0} auf.
Im Zentrum ist die Geschwindigkeit proportional zum Radius und dann lautet die Zirkulation:
{\displaystyle v_{\varphi s}={\frac {\Gamma _{0}}{8\pi \nu t}}r\quad \rightarrow \quad \Gamma _{s}=\int _{0}^{2\pi }v_{\varphi s}\,r\mathrm {d} \varphi =2\pi {\frac {\Gamma _{0}}{8\pi \nu t}}r^{2}=\Gamma _{0}{\frac {r^{2}}{r_{0}^{2}}}\,.}
Sie ist im Bild rot gezeichnet. Zur Zeit t=0 startet der Wirbel mit der Zirkulation Γ0, die in einem vorgegebenen Abstand mit fortschreitender Zeit gegen null geht, weil die Viskosität – vor allem im Wirbelkern – die kinetische Energie aufzehrt und sich der Kernradius r0 mit der Zeit ausdehnt. Bei festgehaltenem Verhältnis {\displaystyle n:=r/r_{0}} ist die Zirkulation über die Zeit konstant, oder – anders ausgedrückt – weiten sich die Kreise bei festgehaltener Zirkulation wie der Kernradius mit der Zeit aus.

## Schubverzerrungsgeschwindigkeit

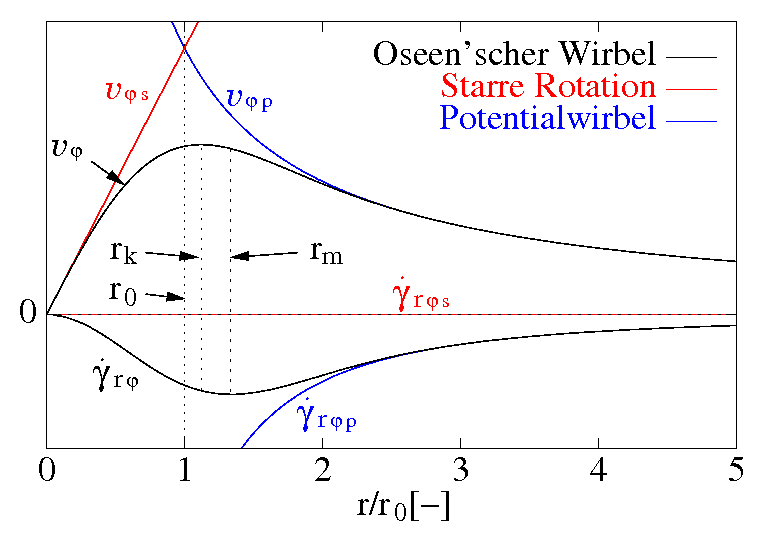
Umfangs- und Verzerrungsgeschwindigkeit im Oseen’schen Wirbel

Die Schubverzerrungsgeschwindigkeit im Fluid ergibt sich gemäß {\displaystyle {\dot {\gamma }}_{r\varphi }=2{\hat {e}}_{r}\cdot \mathbf {d} \cdot {\hat {e}}_{\varphi }} aus dem  Verzerrungsgeschwindigkeitstensor d, der der  symmetrische Anteil des Geschwindigkeitsgradienten {\displaystyle \operatorname {grad} {\vec {v}}} ist. In den hier verwendeten Zylinderkoordinaten berechnet sich der Gradient zu:
{\displaystyle {\begin{aligned}\operatorname {grad} {\vec {v}}=&{\hat {e}}_{\varphi }\otimes {\frac {\partial v_{\varphi }}{\partial r}}{\hat {e}}_{r}-{\frac {v_{\varphi }}{r}}{\hat {e}}_{r}\otimes {\hat {e}}_{\varphi }\\=&{\hat {e}}_{\varphi }\otimes \left[-{\frac {\Gamma _{0}}{2\pi r^{2}}}\left(1-e^{-{\frac {r^{2}}{4\nu t}}}\right)-{\frac {\Gamma _{0}}{2\pi r}}e^{-{\frac {r^{2}}{4\nu t}}}\cdot \left(-{\frac {2r}{4\nu t}}\right)\right]{\hat {e}}_{r}-{\frac {\Gamma _{0}}{2\pi r^{2}}}\left(1-e^{-{\frac {r^{2}}{4\nu t}}}\right){\hat {e}}_{r}\otimes {\hat {e}}_{\varphi }\\\rightarrow \mathbf {d} :=&{\frac {1}{2}}[\operatorname {grad} ({\vec {v}})+\operatorname {grad} ({\vec {v}})^{\top }]=\left[{\frac {\Gamma _{0}}{8\pi \nu t}}\left(1+{\frac {4\nu t}{r^{2}}}\right)e^{-{\frac {r^{2}}{4\nu t}}}-{\frac {\Gamma _{0}}{2\pi r^{2}}}\right]({\hat {e}}_{r}\otimes {\hat {e}}_{\varphi }+{\hat {e}}_{\varphi }\otimes {\hat {e}}_{r})\\\rightarrow {\dot {\gamma }}_{r\varphi }=&2{\hat {e}}_{r}\cdot \mathbf {d} \cdot {\hat {e}}_{\varphi }={\frac {\Gamma _{0}}{4\pi \nu t}}\left(1+{\frac {4\nu t}{r^{2}}}\right)e^{-{\frac {r^{2}}{4\nu t}}}{\underline {-{\frac {\Gamma _{0}}{\pi r^{2}}}}}={\frac {\Gamma _{0}}{4\pi \nu t}}\left[\left(1+{\frac {r_{0}^{2}}{r^{2}}}\right)e^{-{\frac {r^{2}}{r_{0}^{2}}}}-{\frac {r_{0}^{2}}{r^{2}}}\right]\,.\end{aligned}}}
Das Superskript {\displaystyle \top } kennzeichnet die Transposition und das Rechenzeichen „{\displaystyle \otimes }“ bildet das dyadischen Produkt. Bei der starren Rotation tritt keine Schubverzerrung auf {\displaystyle ({\dot {\gamma }}_{r\varphi s}=0)} und der in obiger Formel unterstrichene Term ist die Schubverzerrungsgeschwindigkeit {\displaystyle {\dot {\gamma }}_{r\varphi p}} im Potentialwirbel, siehe Bild.
Die maximale Schubverzerrungsgeschwindigkeit tritt dort auf, wo ihre Steigung null ist:
{\displaystyle {\frac {\mathrm {d} }{\mathrm {d} r}}{\dot {\gamma }}_{r\varphi }{\stackrel {\displaystyle !}{=}}0\quad \rightarrow \quad q(q+1)e^{-q}+e^{-q}-1=0\quad {\text{mit}}\quad q:={\frac {r^{2}}{r_{0}^{2}}}\,.}
Das ist bei {\displaystyle r_{m}:=1{,}339\,r_{0}=2{,}678{\sqrt {\nu t}}} näherungsweise der Fall. Die maximale Schubverzerrungsgeschwindigkeit zeigt sich also beim etwa 1,2-fachen des Kernradius {\displaystyle r_{k}=1{,}121\,r_{0}\,.}
BemerkungDer schiefsymmetrische Anteil des Geschwindigkeitsgradienten ist der Wirbeltensor.
{\displaystyle \mathbf {w} :={\frac {1}{2}}[\operatorname {grad} ({\vec {v}})-\operatorname {grad} ({\vec {v}})^{\top }]=-{\frac {\Gamma _{0}}{8\pi \nu t}}e^{-{\frac {r^{2}}{4\nu t}}}({\hat {e}}_{r}\otimes {\hat {e}}_{\varphi }-{\hat {e}}_{\varphi }\otimes {\hat {e}}_{r})\,,}
dessen dualer Vektor {\displaystyle {\vec {\Omega }}} – definiert über {\displaystyle {\vec {\Omega }}\times {\vec {u}}=\mathbf {w} \cdot {\vec {u}}\quad \forall {\vec {u}}} – die Winkelgeschwindigkeit oder die halbe Wirbelstärke ist:
{\displaystyle {\vec {\Omega }}=-{\frac {1}{2}}\left[-{\frac {\Gamma _{0}}{8\pi \nu t}}e^{-{\frac {r^{2}}{4\nu t}}}({\hat {e}}_{r}\times {\hat {e}}_{\varphi }-{\hat {e}}_{\varphi }\times {\hat {e}}_{r})\right]={\frac {\Gamma _{0}}{8\pi \nu t}}e^{-{\frac {r^{2}}{4\nu t}}}{\hat {e}}_{z}={\frac {1}{2}}{\vec {\omega }}\,.}

## Zeitverläufe

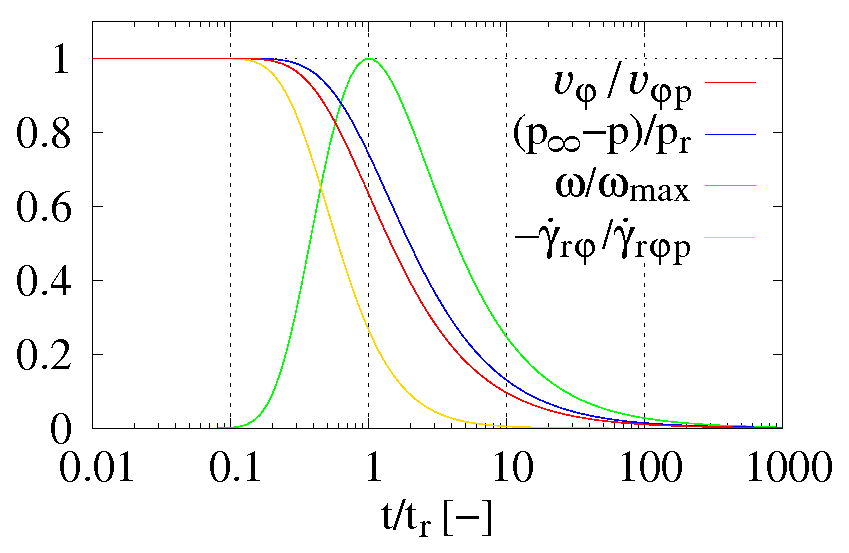
Geschwindigkeit, Wirbelstärke, Druck und Schubverzerrungsgeschwindigkeit eines Fluidelements über die Zeit

In den vorangegangenen Abschnitten wurden die Verläufe der Größen zu einer bestimmten Zeit als Funktion des Radius beleuchtet. In diesem Abschnitt soll der Zeitverlauf bei einem bestimmten Radius in den Blick gerückt werden.
Der Kernradius dehnt sich mit der Zeit aus. Sei 
{\displaystyle t_{r}:={\frac {r^{2}}{4\nu }}}
die Kernzeit, die verstreicht, bis der Rankine-Kernradius auf eine vorgegebene Größe r angewachsen ist. Die Kernzeit nimmt mit dem Quadrat des Radius zu.
Die Geschwindigkeit eines Fluidelementes in einem bestimmten Abstand r vom Zentrum ist
{\displaystyle v_{\varphi }={\frac {\Gamma _{0}}{2\pi r}}\left(1-e^{-{\frac {r^{2}}{4\nu t}}}\right)=v_{\varphi p}\left(1-e^{-{\frac {t_{r}}{t}}}\right)\quad \rightarrow \quad {\frac {v_{\varphi }}{v_{\varphi p}}}=1-e^{-{\frac {t_{r}}{t}}}\,.}
Bis {\displaystyle t=t_{r}/4} weicht die Umfangsgeschwindigkeit um maximal 2 % von der des Potentialwirbels ab. Danach nimmt die Geschwindigkeit rasch ab, siehe die rote Kurve im Bild. Das Verhältnis der Zirkulation zu {\displaystyle \Gamma _{0}} hat bei einem gegebenen Radius denselben Zeitverlauf.
Bei einem festen Radius r nimmt die Wirbelstärke zunächst zu und später wieder ab und durchläuft dazwischen ein Maximum. Anfangs ist die Rotation geringer, weil sich das Fluidelement etwa wie im rotationsfreien Potentialwirbel bewegt, dann nimmt sie auf Grund von Reibeffekten zu und später, wenn das Fluidelement innerhalb des Kernradius ist, nimmt die Wirbelstärke wegen der Aufzehrung der kinetischen Energie wieder ab. Im Maximum verschwindet die Zeitableitung {\displaystyle {\dot {\omega }}} der Wirbelstärke:
{\displaystyle {\dot {\omega }}=-{\frac {\Gamma _{0}}{4\pi \nu t^{2}}}e^{-{\frac {r^{2}}{4\nu t}}}+{\frac {r^{2}}{4\nu t^{2}}}{\frac {\Gamma _{0}}{4\pi \nu t}}e^{-{\frac {r^{2}}{4\nu t}}}={\frac {\Gamma _{0}}{4\pi \nu t^{2}}}e^{-{\frac {r^{2}}{4\nu t}}}\left({\frac {r^{2}}{4\nu t}}-1\right)=0\quad \rightarrow \quad {\frac {r^{2}}{4\nu t}}={\frac {t_{r}}{t}}=1\,.}
Die Wirbelstärke kann mit der Kernzeit ausgedrückt werden und so ihr Maximum dargestellt werden:
{\displaystyle \omega ={\frac {\Gamma _{0}}{4\pi \nu t}}e^{-{\frac {r^{2}}{4\nu t}}}={\frac {\Gamma _{0}}{4\pi \nu t_{r}}}{\frac {t_{r}}{t}}e^{-{\frac {t_{r}}{t}}}={\frac {\Gamma _{0}}{\pi r^{2}}}{\frac {t_{r}}{t}}e^{-{\frac {t_{r}}{t}}}\quad \rightarrow \quad \omega _{\max }={\frac {\Gamma _{0}}{\pi er^{2}}}}
Das Verhältnis der Wirbelstärke zu ihrem Maximum bei gegebenem Radius r (grüne Kurve im Bild) ist demnach:
{\displaystyle {\frac {\omega }{\omega _{\max }}}={\frac {\Gamma _{0}}{\pi r^{2}}}{\frac {\pi er^{2}}{\Gamma _{0}}}{\frac {t_{r}}{t}}e^{-{\frac {t_{r}}{t}}}={\frac {t_{r}}{t}}e^{1-{\frac {t_{r}}{t}}}\,.}
Bei {\displaystyle t=t_{r}\,,} wenn das Fluidelement auf dem Rankine-Kernradius liegt, rotiert es am schnellsten um sich selbst.
Der Druck-Zeit-Verlauf (blaue Kurve im Bild) ergibt sich aus
{\displaystyle {\frac {p_{\infty }-p}{p_{r}}}=\left(1-e^{-{\frac {t_{r}}{t}}}\right)^{2}-2{\frac {t_{r}}{t}}\mathrm {Ei} \left(-{\frac {t_{r}}{t}}\right)+2{\frac {t_{r}}{t}}\mathrm {Ei} \left(-2{\frac {t_{r}}{t}}\right)\quad {\text{mit}}\quad p_{r}={\frac {\rho \Gamma _{0}^{2}}{8\pi ^{2}r^{2}}}={\frac {4\nu t}{r^{2}}}p_{z}={\frac {t}{t_{r}}}p_{z}}
Für {\displaystyle t\to \infty } folgt aus der Reihenentwicklung der Integralexponentialfunktion
{\displaystyle {\begin{aligned}\mathrm {Ei} (x)=&\gamma +\ln |x|+\sum _{k=1}^{\infty }{\frac {x^{k}}{k!\cdot k}}\\\Rightarrow \lim _{x\to 0}[\mathrm {Ei} (2x)-\mathrm {Ei} (x)]=&\lim _{x\to 0}\left[\gamma +\ln |2x|+\sum _{k=1}^{\infty }{\frac {(2x)^{k}}{k!\cdot k}}-\gamma -\ln |x|-\sum _{k=1}^{\infty }{\frac {x^{k}}{k!\cdot k}}\right]\\=&\lim _{x\to 0}[\ln 2+\ln |x|-\ln |x|]=\ln 2\,.\end{aligned}}}
Daher geht die Druckdifferenz {\displaystyle p_{\infty }-p} mit der Zeit gegen null.
Die Schubverzerrungsgeschwindigkeit über die Zeit (orange Kurve im Bild) ergibt sich zu:
{\displaystyle {\dot {\gamma }}_{r\varphi }={\frac {\Gamma _{0}}{\pi r^{2}}}\left[{\frac {t_{r}}{t}}\left(1+{\frac {t}{t_{r}}}\right)e^{-{\frac {t_{r}}{t}}}-1\right]\quad \rightarrow \quad -{\frac {{\dot {\gamma }}_{r\varphi }}{{\dot {\gamma }}_{r\varphi p}}}=1-{\frac {t_{r}}{t}}\left(1+{\frac {t}{t_{r}}}\right)e^{-{\frac {t_{r}}{t}}}\,.}

## Navier-Stokes-Gleichungen
Dass die Modellgleichungen des Oseen’schen Wirbels die Navier-Stokes-Gleichungen erfüllen, lässt sich an den Gleichungen für ein dichtebeständiges Fluid ohne Schwerefeld in Zylinderkoordinaten nachweisen. Unter diesen Umständen lauten die Navier-Stokes-Gleichungen, wenn alle Variablen nur vom Radius oder der Zeit abhängen und die Bewegung rein kreisend ist ({\displaystyle {\vec {v}}=v_{\varphi }(r,t){\hat {e}}_{\varphi }}):
{\displaystyle {\begin{aligned}-{\frac {v_{\varphi }^{2}}{r}}=&-{\frac {1}{\rho }}{\frac {\partial p}{\partial r}}\\{\frac {\partial v_{\varphi }}{\partial t}}=&\nu \left(\Delta v_{\varphi }-{\frac {v_{\varphi }}{r^{2}}}\right)={\frac {\nu }{r}}\,{\frac {\partial v_{\varphi }}{\partial r}}+\nu \,{\frac {\partial ^{2}v_{\varphi }}{\partial r^{2}}}-\nu {\frac {v_{\varphi }}{r^{2}}}\end{aligned}}}
Aus der ersten Gleichung berechnete sich oben der Druck. Die zweite Gleichung wird mit dem angegebenen Geschwindigkeitsfeld
{\displaystyle v_{\varphi }={\frac {\Gamma _{0}}{2\pi r}}\left(1-e^{-{\frac {r^{2}}{4\nu t}}}\right)}
erfüllt, was mit
{\displaystyle {\begin{aligned}{\frac {\partial v_{\varphi }}{\partial t}}=&-{\frac {\Gamma _{0}r}{8\pi \nu t^{2}}}e^{-{\frac {r^{2}}{4\nu t}}}\\{\frac {\partial v_{\varphi }}{\partial r}}=&-{\frac {\Gamma _{0}}{2\pi r^{2}}}\left(1-e^{-{\frac {r^{2}}{4\nu t}}}\right)+{\frac {\Gamma _{0}}{4\pi \nu t}}e^{-{\frac {r^{2}}{4\nu t}}}\\{\frac {\partial ^{2}v_{\varphi }}{\partial r^{2}}}=&{\frac {\Gamma _{0}}{\pi r^{3}}}\left(1-e^{-{\frac {r^{2}}{4\nu t}}}\right)-{\frac {\Gamma _{0}}{4\pi \nu rt}}e^{-{\frac {r^{2}}{4\nu t}}}-{\frac {\Gamma _{0}r}{8\pi \nu ^{2}t^{2}}}e^{-{\frac {r^{2}}{4\nu t}}}\end{aligned}}}
nachgewiesen werden kann.
In Zylinderkoordinaten ergibt sich aus
{\displaystyle \operatorname {div} ({\vec {v}})=\operatorname {div} (v_{\varphi }{\hat {e}}_{\varphi })={\frac {1}{r}}{\frac {\partial }{\partial r}}(rv_{r})+{\frac {1}{r}}{\frac {\partial v_{\varphi }}{\partial \varphi }}+{\frac {\partial v_{z}}{\partial z}}=0}
die Divergenzfreiheit der Wirbelströmung, die über die Massenbilanz {\displaystyle {\dot {\rho }}+\rho \operatorname {div} {\vec {v}}={\dot {\rho }}=0} eine zeitlich konstante Dichte bedingt, die wiederum im Einklang mit der Inkompressibilität des Fluids ist.